# ウイングス・アライアンス
ウイングス・アライアンス（Wings Alliance）は、かつて設立を目指していた（現在では消滅）航空連合。ノースウエスト航空、KLMオランダ航空、コンチネンタル航空、アリタリア航空の4社が加盟予定であった。

## 概要
もともと、KLMオランダ航空とノースウエスト航空は、運航手法が類似していた。観光都市を中心に路線網を築くのではなく、あくまでハブ機能に特化した空港（KLMではアムステルダム、ノースウエストではデトロイト、ミネアポリスなど）をおき、そこを中心に路線を作り上げる方式をとっていた。

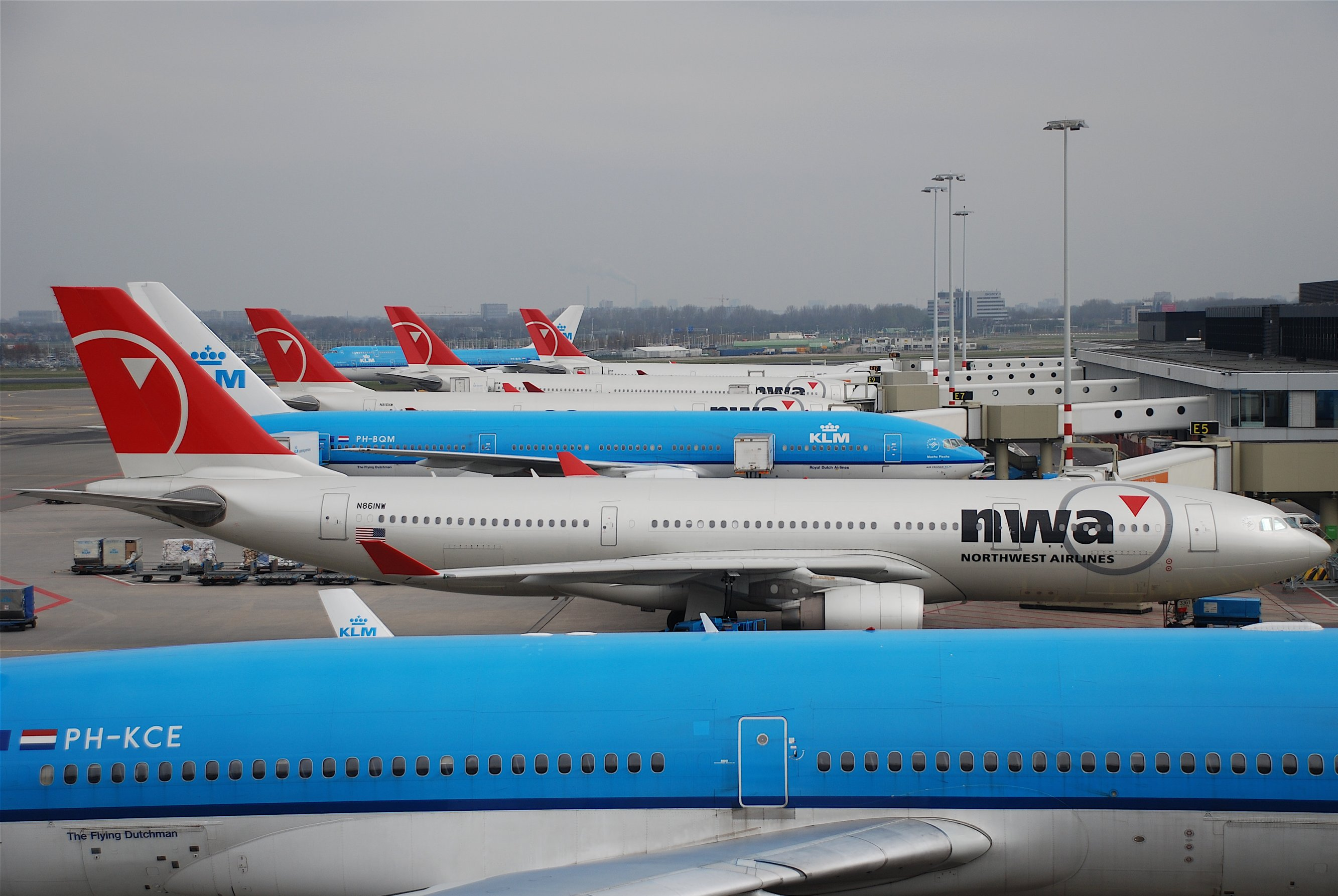
アムステルダム・スキポール空港に並ぶノースウエスト航空機及びKLMオランダ航空機

こういった経緯から、まずKLMとノースウエストの2社が提携した。これはそれまでのコードシェア便を運航する程度の提携とは違い、極力2社間の設備などを共用し、ビジネスクラスは「ワールド・ビジネスクラス」に統一、さらにお互いの株式を持ち合うなどのいわば「運命共同体」となる提携であった。この提携は世界でも初めての例で、しかも相乗効果を生み出し成功を収めた。

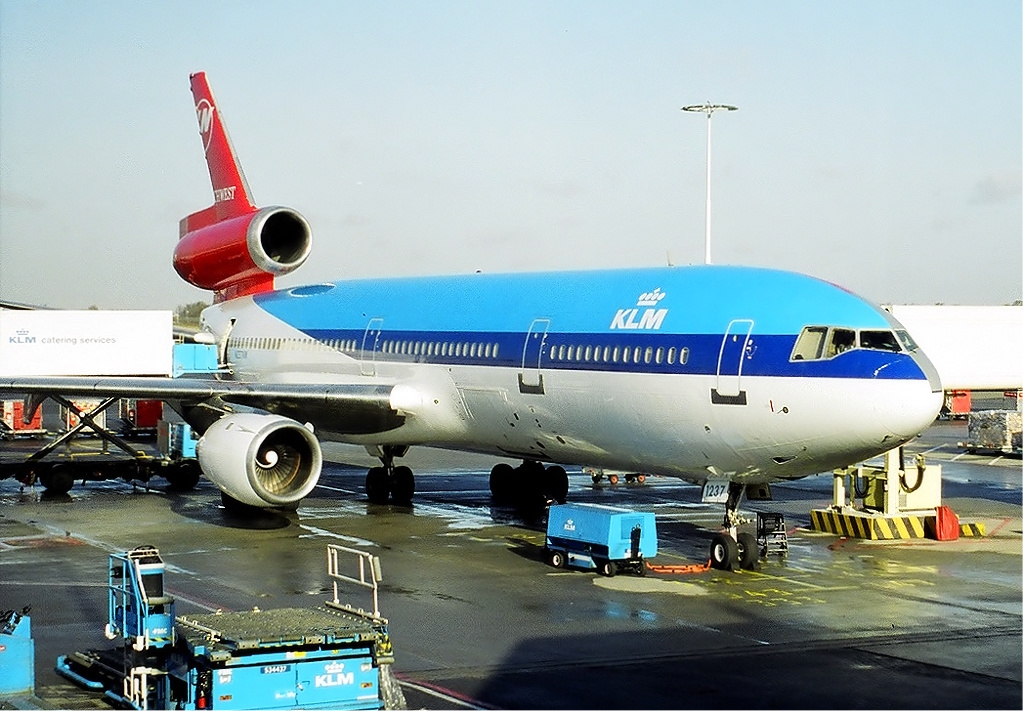
KLMとノースウエストが提携していた頃のDC-10型機（運航はノースウエスト）

後には、ノースウエストが出資していた関係もあり、コンチネンタル航空が加盟を表明。これで3社の連合となった。
さらにその後、アリタリア航空に加盟を打診、アリタリア側が受け入れたために同社もアライアンスに加わった。しかし、アリタリアはKLMやノースウエストとはまったく違った運航方針を採っていたことが問題となった。イタリアは観光大国であるため、基本的に自国を訪問する顧客のことしか考えていない路線網を構築しており、乗り継ぎには非常に不便な状況にあった。
これに対してアリタリア側は同社なりに対策をとった。ミラノ・マルペンサ国際空港を改修し利便性向上を図ったほか、設備の共用化も開始した。しかし、アリタリアは観光都市のローマ、経済都市のミラノと2箇所にハブがばらけており、どっちつかずの乗り継ぎルートしか用意されなかったこと、そして改革が一向に進まなかったことから、ついにKLM側は一方的にアリタリアとの提携を打ち切ってしまった。
しかし一転、アリタリア航空がエールフランスと提携し、スカイチームへの加盟が決まった。
逆に大手連合から取り残されたKLMオランダ航空が、ブリティッシュ・エアウェイズやエールフランスとの合併交渉を行った結果、ノースウエスト航空、コンチネンタル航空と共に2004年にスカイチームに参加することが決まった。従って、ウイングス・アライアンスは消滅し、加盟各社はすべてスカイチームへ加盟することとなった。その後、2009年10月にコンチネンタル航空がスカイチームから脱退してスターアライアンスへ加盟した。

## エピソード
KLM-ノースウエストの提携直後のテレビCMでは、まずノースウエスト機が現われ、だんだんKLMの機体カラーに変わっていくというCGを使ったものであった。